# Nävertorp
Nävertorp är en stadsdel i västra Katrineholm. Den ligger i sedan 2010 i Katrineholmsbygdens församling i Strängnäs stift.

## Historia
I Nävertorp fanns en mer än 5000 år gammal stenåldersbosättningsplats, med människor som tillhörde trattbägarkulturen. Utgrävningar påbörjades där under slutet av sommaren 2007, fynden hittades första gången 2002.
Stadsdelen Nävertorp har fått sitt namn efter Nävertorps gård. Bostadshuset finns kvar, men där ladugården låg ligger sedan 1966 Nävertorps kyrka (ursprungligen Nävertorpskyrkan).
I samband med järnvägens tillkomst kom Nävertorps östra utmark att hamna på andra sidan om järnvägen. Då Katrineholm 1917 blev stad komma denna mindre del att ingå i stadsområdet, men däremot inte samhället Nävertorp, som först 1937 inkorporerades med staden. Innan dess hade det varit ett samhälle i Stora Malms församling. Även i kyrkligt avseende kom Nävertorp liksom Katrineholm i övrigt att ingå i Stora Malms församling till 1961, då Katrineholm blev egen församling. 1995 delades Katrineholms församling i två församlingar varav den ena fick namnet Nävertorps församling. Denna kom dock att omfatta ett betydligt större område än stadsdelen Nävertorp. Nävertorps församling utgjorde ett pastorat tillsammans med Östra Vingåkers församling och  2006 sammanslogs de till en enda församling. 1 januari 2010 gick samtliga församlingar i Katrineholms kommun (utom Björkvik) samman i den nya Katrineholmsbygdens församling.